# Ко, Филлип
Филлип Ко (кит. трад. 高飛, упр. 高飞, пиньинь Gāo Fēi, палл. Гао Фэй; англ. Philip Kao Fei / Gao Fei / Go Fei; 18 июня 1949 — 30 марта 2017) — гонконгский и китайский режиссёр, продюсер, сценарист, актер и тренер по ушу. За свою карьеру он снялся практически в двухстах фильмах и выступил режиссером пол стони кинокартин. Самыми знаменитыми режиссерскими работами являются фильмы «Технобойцы» (Dian zi ge men zhan shi) 1998 года и «Технобойцы 2: Смертельная битва» (Sao hei te qian dui) 1999 года.

## Карьера в кинематографе
Филлип Ко родился в Британском Гонконге 18 июня 1949 года, обучался в школе боевых искусств стилю цайлифо. В возрасте 19 лет, его друг предложил ему работу каскадером в гонконгской киностудии Shaw Brothers, где он играл некоторых персонажей и гангстеров. Его первым фильмом была картина режиссера Чжан Чэ «Это будут герои» 1970 года производства. После работы в фильме «Боец из Шантуна» 1972 года, уехал на Тайвань, чтобы продолжить карьеру. Здесь он работал хореографом и актером. Через пять лет он возвращается в Гонконг и воссоединяется с Shaw Brothers. В 1982 году играет главную роль в фильме режиссера Лэм Нгай Кая «Братья из города-крепости». За эту роль он получает восторженные отзывы. В том же году У Филлипа произошел его режиссерский дебют с фильмом «Грязный ангел». Филлип стал сорежиссером фильма «Смертоносная пантера» (1993) вместе с Батчем Пересом. Он также снял фильмы «Ангел в огне», «Полиция 2000», «Romano Sagrado: Talim sa dilim». Его самым значительным достижением является фильм «Супер Нойпи», который он снял после победы в конкурсе сценаристов. Фильм был официально представлен на 32-м Манильском кинофестивале (Филиппины). Он получил награду от Гентского международного кинофестиваля (Бельгия) в 2006 году; специальная награда жюри Международного кинофестиваля в Гонконге и Китае. В 1980-х годах Филлип Ко являлся членом Аттестационной Комиссии Академии Кино.
Филлип Ко жил в Гонконге с женой Мэдди до самой смерти в возрасте 67 лет от неизлечимой болезни. Он также является отцом писателя и сценариста Ванго.

## Фильмография режиссёра
| Год  | Название                       |
| ---- | ------------------------------ |
| 2005 | Супер Нойпи                    |
| 1996 | Romano Sagrado: Talim sa dilim |
| 1995 | Полиция 2000                   |
| 1995 | Ангел в огне                   |
| 1993 | Смертоносная пантера           |
| 1990 | Любовь убийцы                  |
| 1982 | Грязный ангел                  |